# Miguel Ángel Santalices Vieira
Miguel Ángel Santalices Vieira (Bande, Orense, 17 de marzo de 1955) es un médico y político español del Partido Popular, actual presidente del Parlamento de Galicia.

## Trayectoria
Licenciado en Medicina y Cirugía por la Universidad de Santiago de Compostela, máster en Alta Dirección, Gestión y Administración Sanitaria por la Escuela d'Alta Direcció i Administració de Cataluña (EADA), diplomado en Dirección Hospitalaria y en Sanidad y máster en Salud Pública. Diploma de directivo de la Junta de Galicia.  
Es funcionario del cuerpo facultativo superior de la Junta de Galicia, escala de Salud Pública y Administración Sanitaria. Fue director de los ambulatorios de Vigo, director del Hospital Psiquiátrico de Toén, director del Hospital Xeral de Vigo y director del Hospital de Ourense. Fue también profesor colaborador de la Escuela Universitaria de Enfermería de Ourense. 
Es miembro del Comité Ejecutivo Provincial del Partido Popular de Ourense y secretario ejecutivo de Servicios Sociales; es diputado en el Parlamento de Galicia desde la V legislatura. Fue vicepresidente de la Cámara en la V y VIII legislaturas —en relevo de Celso Delgado Arce y José Manuel Baltar Blanco, respectivamente—, portavoz de Sanidad en la VI y VII legislaturas y portavoz suplente en la V, además de vocal y presidente de diversas comisiones; vicepresidente del Parlamento de Galicia y portavoz de Sanidad del Grupo Popular en la IX Legislatura hasta su elección como presidente del Parlamento de Galicia, el 26 de enero de 2016. Sustituyó en la Presidencia de la Cámara a Pilar Rojo Noguera.
Fue reelegido presidente del Parlamento de Galicia en la Sesión Constitutiva de la X Legislatura, celebrada el 21 de octubre de 2016.